# Caecilia Paulina

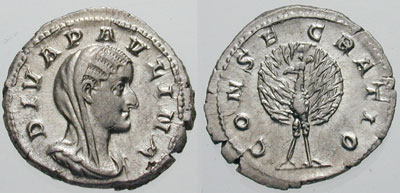
Caecilia Paulina

Caecilia Paulina, född okänt år, död 235 eller 236, var en romersk kejsarinna, gift med kejsare Maximinus Thrax, som härskade från 235 till 238.
Hon ska ha försökt påverka Thrax och "leda honom tillbaka till sanningens och nådens väg genom feminin mjukhet". Mycket lite är dock närmare känt om henne. Enligt legenden ska Thrax ha låtit avrätta henne, men det är obekräftat och verkar inte trovärdigt med tanke på att hon av allt att döma blev gudaförklarad av honom efter sin död.   